# Teoria del caos

Attrattore di Lorenz

Animazione della struttura del frattale di Mandelbrot

In matematica la teoria del caos è lo studio, attraverso modelli propri della fisica matematica, dei sistemi dinamici che esibiscono una sensibilità esponenziale rispetto alle condizioni iniziali. I sistemi di questo tipo, pur governati da leggi deterministiche, sono in grado di esibire un'empirica casualità nell'evoluzione delle variabili dinamiche. Questo comportamento casuale è solo apparente, dato che si manifesta nel momento in cui si confronta l'andamento temporale asintotico di due sistemi con configurazioni iniziali arbitrariamente simili tra loro.

## Storia

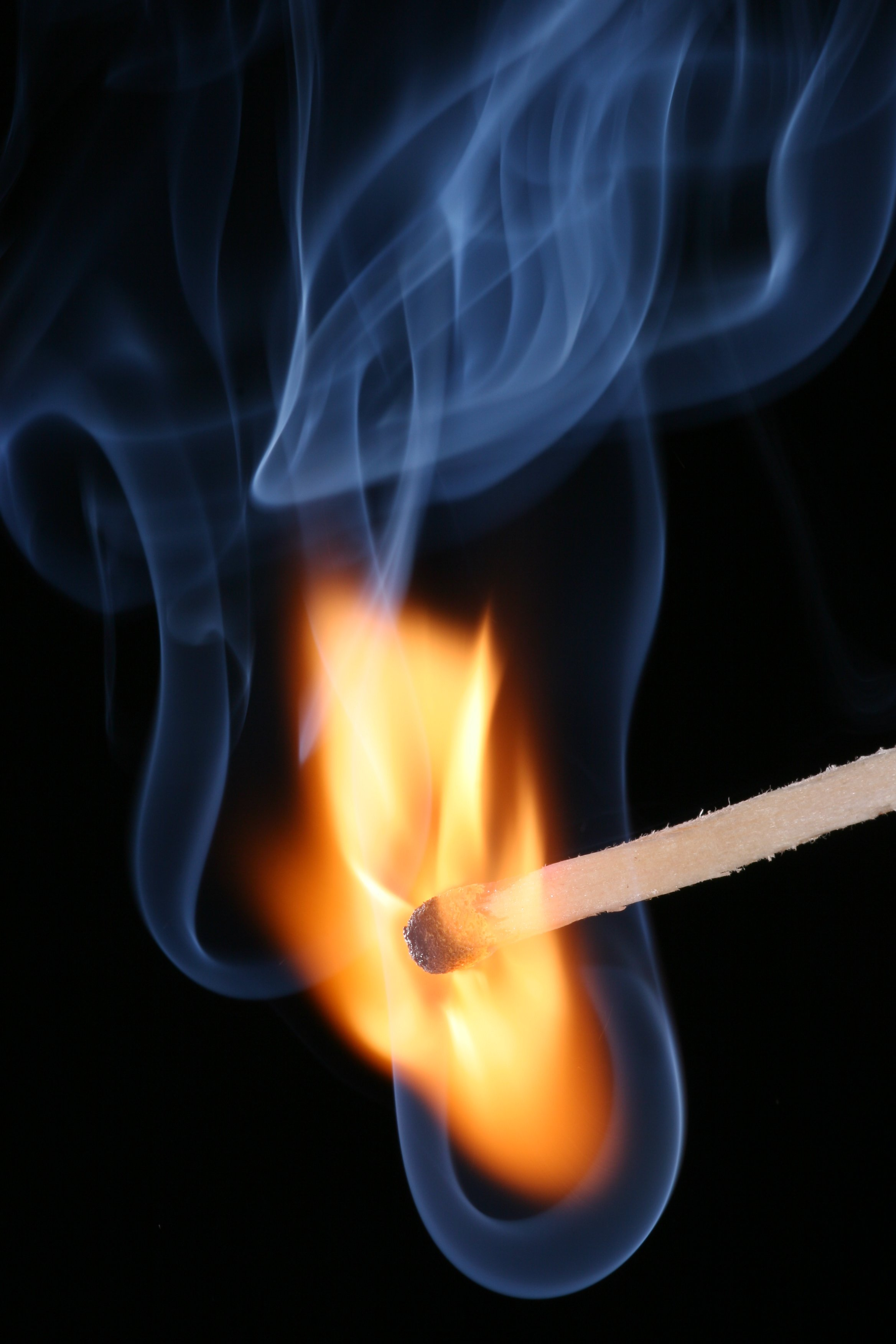
Fumo di un fiammifero acceso

Storicamente la nascita dello studio dei fenomeni caotici si ha con il problema dei tre corpi, un problema di dinamica della fisica matematica applicato alla meccanica celeste, affrontato in primis dai matematici Joseph-Louis Lagrange e Henri Poincaré.
La nascita vera e propria di questa teoria scientifica, come corpo di conoscenze esteso, si verifica però nel 1963, quando Edward Norton Lorenz pubblica il suo articolo Deterministic Nonperiodic Flow, nel quale tratta del comportamento caotico in un sistema semplice e deterministico, con la formazione di un attrattore strano.
Negli anni successivi numerose scoperte in questo ambito fatte da Mitchell Feigenbaum, che scoprì l'universalità di alcune costanti a partire da uno studio sull'applicazione logistica, lo portarono ad una teoria sullo sviluppo della turbolenza nei fluidi. Il matematico belga David Ruelle e il fisico olandese Floris Takens furono i pionieri della teoria degli attrattori strani.

## Descrizione
Nell'uso comune, "caos" significa "stato di disordine". Tuttavia, nella teoria del caos, il termine viene definito con maggiore precisione. Anche se non esiste una definizione matematica universalmente accettata di caos, una definizione comunemente utilizzata afferma che un sistema dinamico deve avere le seguenti caratteristiche per essere classificato come caotico:
1. deve essere sensibile alle condizioni iniziali;
2. deve esibire la transitività topologica;
3. deve avere un insieme denso di orbite periodiche.

### Dipendenza sensibile dalle condizioni iniziali
Dipendenza sensibile dalle condizioni iniziali significa che, in un sistema caotico, a variazioni infinitesime delle condizioni iniziali corrispondono variazioni significative del comportamento futuro. In altre parole, ogni configurazione di un sistema caotico è arbitrariamente vicina ad un'altra con una traiettoria futura completamente diversa.
La sensibilità alle condizioni iniziali è comunemente nota come "effetto farfalla", effetto così chiamato per via del titolo di una relazione presentata da Edward Norton Lorenz nel 1972 all'Associazione Americana per l'Avanzamento della Scienza a Washington, DC, dal titolo La prevedibilità: Il battere delle ali di una farfalla in Brasile provoca un tornado in Texas?. Il movimento delle ali di una farfalla rappresenta un piccolo cambiamento nella condizione iniziale del sistema il quale provoca una catena di eventi che portano a fenomeni di scala sempre più vasta. Se la farfalla non avesse sbattuto le ali, la traiettoria del sistema sarebbe stata molto diversa.

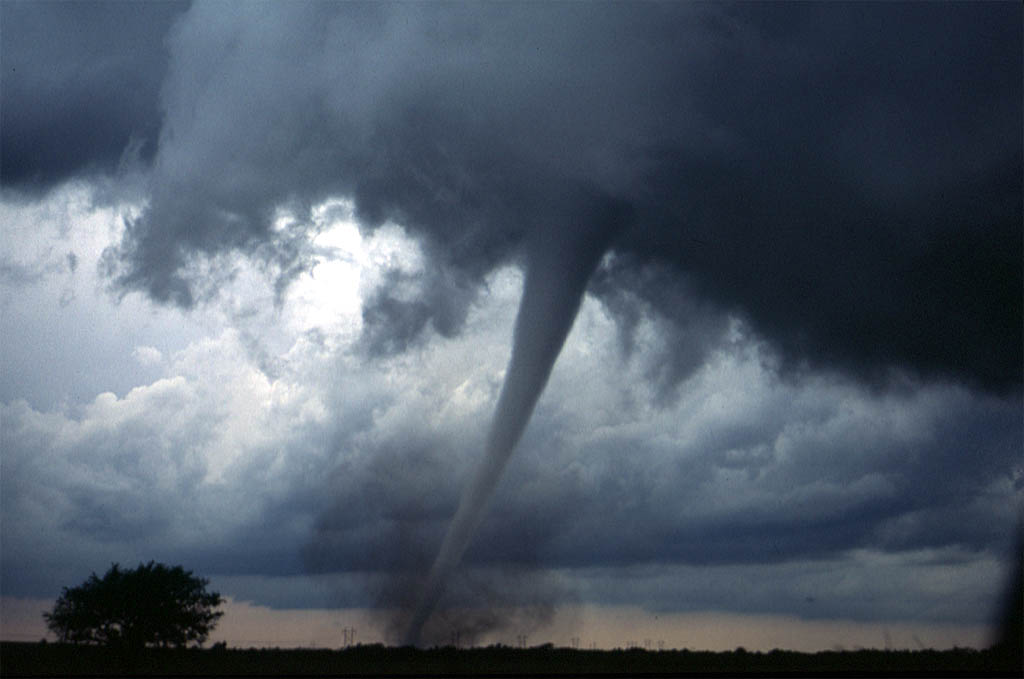
Una tromba d'aria in Oklahoma. Il tempo meteorologico è un classico esempio di sistema caotico.

È stato dimostrato che in alcuni casi le ultime due proprietà elencate sopra effettivamente implicano sensibilità alle condizioni iniziali e, se l'attenzione è limitata a intervalli, la seconda proprietà implica le altre due (un'alternativa, e in generale più debole, definizione di caos utilizza solo le prime due proprietà in lista sopra). È interessante notare che la proprietà con conseguenze pratiche più significative, la sensibilità alle condizioni iniziali, è ridondante nella definizione, poiché implicita in due (o per gli intervalli, una) proprietà puramente topologiche che sono quindi di maggiore interesse per i matematici.
Se si hanno solo pochi dati dello stato del sistema su cui basarsi, come spesso succede nelle simulazioni dei sistemi climatici, per via della sensibilità alle condizioni iniziali possono essere fatte previsioni che sono affidabili solo entro un certo intervallo di tempo. Per le previsioni del tempo atmosferico di solito questo intervallo è di circa una settimana. Questo non vuol dire che non ci siano limiti prevedibili per il sistema: ad esempio per le previsioni climatiche possiamo dire che la temperatura sulla Terra non sarà mai tale da far bollire gli oceani o da farli ghiacciare; tuttavia, pur sapendo che la temperatura aumenta e diminuisce durante l’anno, non possiamo prevedere esattamente quando e quanto. Una caratteristica peculiare di un sistema caotico, sebbene deterministico, è quindi l'apparente impredicibilità delle traiettorie del sistema, dovuta alla forte sensibilità rispetto alle condizioni iniziali.
In termini più matematici, l'esponente di Ljapunov misura il grado di sensibilità alle condizioni iniziali. Date due traiettorie di partenza nello spazio delle fasi infinitamente vicine con separazione iniziale {\displaystyle \delta \mathbf {Z} _{0}}, queste divergono nel futuro al tasso esponenziale di
{\displaystyle |\Delta \mathbf {Z} (t)|\approx e^{\lambda t}|\delta \mathbf {Z} _{0}|}
dove {\displaystyle t} è il tempo e {\displaystyle \lambda } è l'esponente di Ljapunov.
La velocità di separazione dipende dall'orientamento del vettore separazione iniziale, per cui vi è un intero spettro di esponenti di Ljapunov. Il numero di esponenti di Ljapunov è uguale al numero di dimensioni dello spazio delle fasi, anche se è comune riferirsi solo al più grande di essi. Per esempio, l'esponente di Ljapunov massimo è più spesso utilizzato perché determina la prevedibilità complessiva del sistema. Un esponente di Ljapunov massimo positivo è generalmente considerato come un'indicazione che il sistema è caotico.

### Transitività topologica

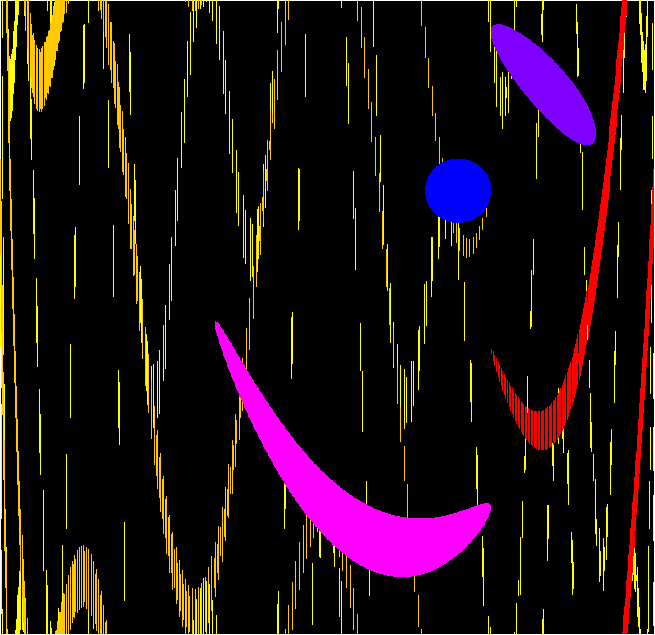
La mappa definita da x → 4 x (1 – x) e y → x + y mod 1 esibisce la transitività topologica. Nella figura una regione blu è trasformata dalla dinamica nella regione viola, poi nelle regioni rosa e rossa, e alla fine in una nube di punti distribuita e sparsa nello spazio.

La transitività topologica è una proprietà che implica che il sistema evolverà nel tempo in modo che ogni data regione o insieme aperto nel suo spazio delle fasi si sovrapporrà con qualsiasi altra regione data. In sostanza, le traiettorie del sistema dinamico caotico transiteranno nell'intero spazio delle fasi man mano che il tempo evolverà (da qui "transitività topologica": ogni regione dello spazio delle fasi di dominio del sistema dinamico verrà raggiunta da un'orbita prima o poi). Questo concetto matematico di "mescolamento" corrisponde all'intuizione comune fornita ad esempio dalla dinamica caotica della miscela di due fluidi colorati.
La transitività topologica è spesso omessa dalle presentazioni divulgative della teoria del caos, che definiscono il caos con la sola sensibilità alle condizioni iniziali. Tuttavia, la dipendenza sensibile dalle condizioni iniziali da sola non dà il caos. Per controesempio, consideriamo il semplice sistema dinamico prodotto da raddoppiare ripetutamente un valore iniziale. Questo sistema ha la dipendenza sensibile dalle condizioni iniziali ovunque, dal momento che qualsiasi coppia di punti vicini alla fine diventerà ampiamente separata. Tuttavia, questo esempio non ha la transitività topologica e quindi non è caotico. Infatti, ha un comportamento estremamente semplice: tutti i punti tranne 0 tenderanno a infinito positivo o negativo.

### Densità delle orbite periodiche
Affinché un sistema caotico abbia un insieme denso di orbite periodiche, ogni punto nello spazio deve essere arbitrariamente vicino ad un'orbita periodica. La mappa logistica unidimensionale definita da {\displaystyle x\rightarrow 4x(1-x)} è uno dei più semplici sistemi con un insieme denso di orbite periodiche. Ad esempio, {\displaystyle {\tfrac {5-{\sqrt {5}}}{8}}\rightarrow {\tfrac {5+{\sqrt {5}}}{8}}\rightarrow {\tfrac {5-{\sqrt {5}}}{8}}} (uguale a circa 0,3454915 → 0,9045085 → 0,3454915) è un'orbita instabile di periodo di 2, ed esistono orbite simili per periodi di 4, 8, 16, ecc, cioè per tutti i periodi indicati dal teorema di Sharkovsky.
Il teorema di Sharkovskii è alla base della dimostrazione di Li e Yorke (1975) che qualsiasi sistema monodimensionale che presenta un ciclo regolare di periodo di tre visualizzerà anche cicli regolari di ogni altra lunghezza nonché orbite completamente caotiche.

### Attrattori strani

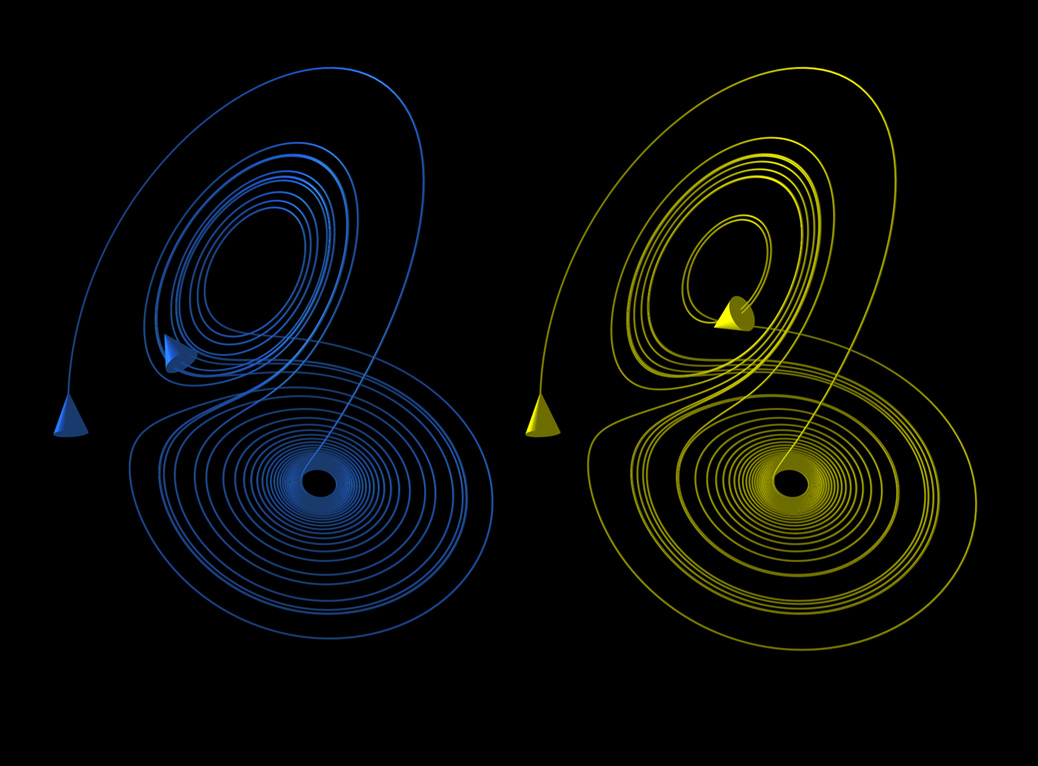
L'attrattore di Lorenz mostra un andamento caotico. Questi due grafici dimostrano la sensibile dipendenza dalle condizioni iniziali all'interno di una regione dello spazio delle fasi chiamata appunto attrattore.

Qualche sistema dinamico, come la mappa logistica monodimensionale definita da {\displaystyle x\mapsto 4x(1-x)}, mostra comportamenti caotici che si estendono in tutto lo spazio delle fasi, tuttavia è possibile che l'andamento caotico sia confinato solo in certe regioni di esso. Il caso di maggior interesse sorge quando un largo insieme delle configurazioni iniziali tende a convergere in una delimitata regione di spazio, l'attrattore, dove avvengono fenomeni caotici.
La regione di spazio delimitata dall'attrattore può avere dimensione intera, ma sorprendentemente questa non è l'unica possibilità. L'attrattore strano è un attrattore con dimensione di Hausdorff non intera. La dimensione degli attrattori è difficile da calcolare analiticamente e spesso viene stimata con simulazioni al computer. Per esempio la dimensione di Hausdorff dell'attrattore generato dalla mappa di Hénon è uguale a 1,26.
Un modo semplice per visualizzare un attrattore caotico consiste nel partire con un punto nel bacino di attrazione dell'attrattore e quindi seguire la conseguente traiettoria. Dato che è valida la condizione di transitività topologica, questo equivale a produrre un'immagine dell'intero attrattore finale. Un esempio famoso di questo attrattore è quello di Lorenz, la sua forma somiglia a quella di una farfalla.
Al contrario dei punti fissi, cioè attrattori monodimensionali, e dei cicli limite, con due dimensioni o più, gli attrattori che emergono dai sistemi caotici sono ricchi di dettagli e complessità e somigliano spesso a dei frattali. Strutture frattaliche possono emergere anche considerando la forma e il bordo di un bacino di attrazione di un attrattore, come ad esempio l'insieme di Julia.

### Transizione al caos

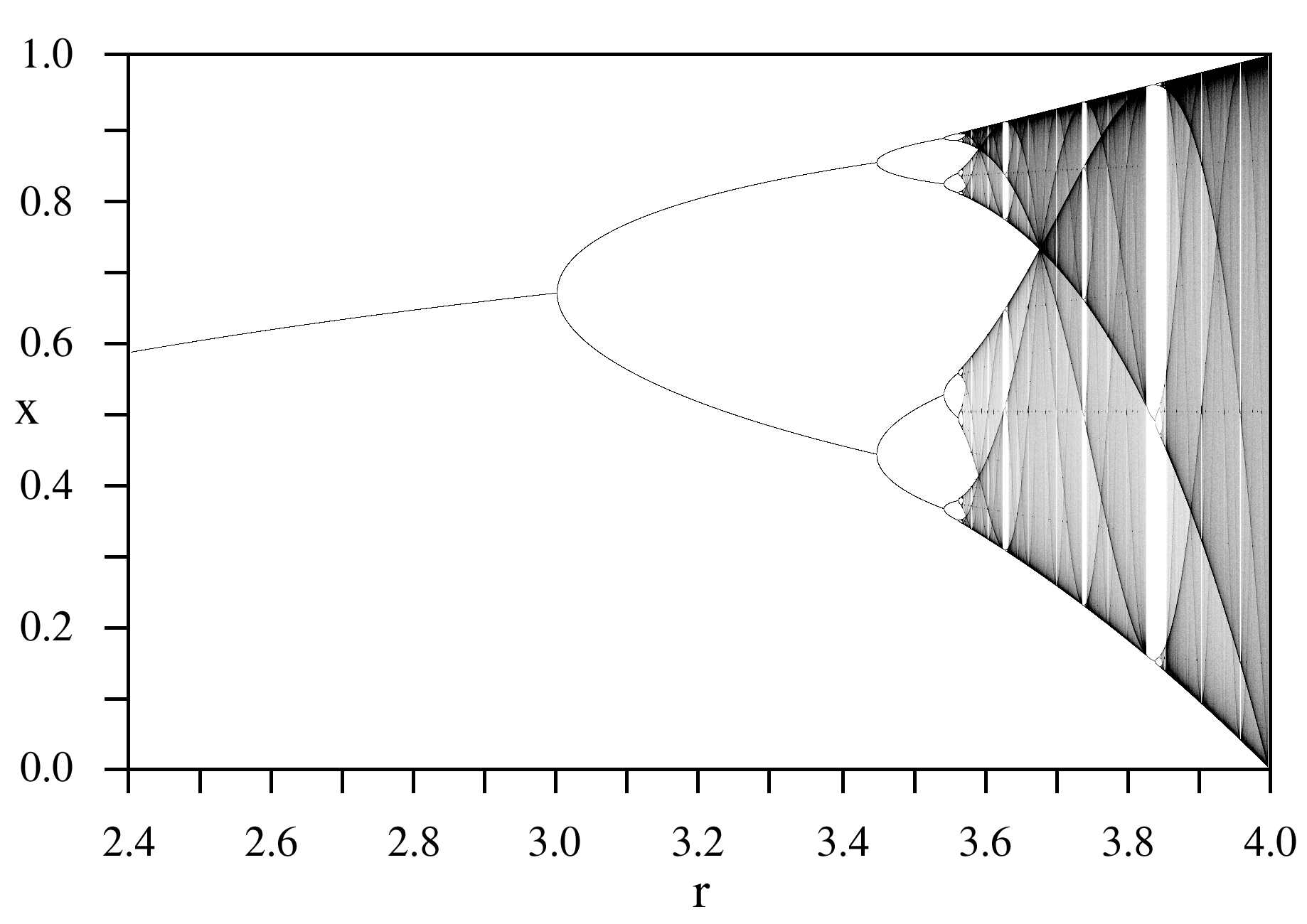
Mappa logistica

Esistono due tipi principali di transizioni in cui i sistemi dinamici passano da un comportamento regolare ad un comportamento caotico:
- Transizione al caos per raddoppiamento di periodo (es. mappa logistica) nel quale abbiamo una transizione al caos dovuta al raddoppiamento del periodo del ciclo limite che viene creato da una biforcazione di Hopf iniziale. In questo caso (Feigenbaum 1978) succede che dal punto fisso stabile nasce un'orbita stabile di periodo 2 (ciclo limite). Quando quest'orbita di periodo 2 diventa instabile da essa nasce un'orbita di periodo 4 e così via. La successione dei valori del parametro di controllo del sistema nei quali i diversi cicli limite così creati passano da stabili a instabili ha punto di accumulazione e tale punto di accumulazione è il punto in cui il sistema transisce al caos.
- Transizione al caos per intermittenza nel quale si ha che superato il valore critico del parametro del controllo del sistema si ha ancora un comportamento regolare del sistema intervallato però da dei burst caotici. La durata di questi burst caotici aumenta all'aumentare del valore del parametro di controllo del sistema. Di questa transizione esistono 3 sottocategorie: biforcazione a nodo sella, biforcazione di Hopf inversa e period doubling inverso.

### Esempi

Doppio pendolo

Comportamenti caotici si incontrano in meteorologia (attrattore di Lorenz), climatologia, fluidodinamica (turbolenza), teoria del laser, ecologia.
Esempi di modelli matematici di sistemi dinamici con transizione al caos:
- Sistemi discreti
  - mappa logistica
  - attrattore di Hénon
  - mappa di Poincaré
- Sistemi continui
  - doppio pendolo
  - attrattore di Lorenz
  - attrattore di Rössler

## Applicazioni
La teoria del caos si applica in molte discipline: matematica, fisica, chimica, biologia, dinamica di popolazione, informatica, geologia, ingegneria, economia, finanza, filosofia, politica, psicologia, e robotica.
La teoria del caos viene attualmente applicata anche allo studio medico dell'epilessia e specificamente alla predizione di attacchi apparentemente casuali attraverso l'osservazione delle condizioni iniziali.

### Applicazione nella finanza
La teoria del caos è stata anche utilizzata nelle critiche al Capital asset pricing model (CAPM). Il CAPM basa i suoi principi sul modello del mercato efficiente (IME), mentre la Teoria del caos contesta i principi di questo modello e la figura dell'investitore razionale, e soprattutto che il prezzo di un titolo sconti immediatamente tutte le informazioni che pervengono dal titolo stesso.
Secondo i teorici gli investitori non reagiscono alle informazioni man mano che le ricevono, ma hanno memoria dei fatti passati, di quello che è accaduto. I mercati funzionano secondo un'ottica dinamica e non lineare. Viene contestato anche l'indice beta, per le difficoltà che incontra da solo a misurare il rischio di un titolo. Troppi sono i fattori che possono inficiarlo e le diverse modalità di calcolo complicano ancora di più la questione. Viene proposta l'esigenza di avere altri indicatori, come l'indicatore h che distingue una serie casuale da una normale. Se ha valore uguale a 0,5 è casuale, se maggiore sarà di tipo non normale.

## Nella cultura di massa
Il termine "teoria del caos" ha colpito parte dell'immaginario collettivo ed è entrata a far parte della cultura pop, insieme all'effetto farfalla. Quest'ultimo (inteso come l'influenza di fatti minimi sul corso degli eventi) era già rappresentato in un racconto di Ray Bradbury, Rumore di tuono, pubblicato nel 1952 e quindi antecedente alla teoria. Questo racconto viene da taluni ritenuto tra i "precursori". Un ulteriore rilevante riferimento letterario è poi il romanzo di James Joyce Finnegans Wake, per la creazione del neologismo caosmosi, concetto poi molto utilizzato nella filosofia contemporanea e estremamente interessante per la sua possibile funzionalizzazione teorica. Un altro esempio è uno dei personaggi del libro di Michael Crichton Jurassic Park e del film che ne venne tratto, Ian Malcolm, un matematico specializzato nella teoria del caos.